# Creag nan Damh
Creag nan Damh är ett berg i Storbritannien.   Det ligger i kommunen Highland och riksdelen Skottland, i den nordvästra delen av landet, 700 km nordväst om huvudstaden London. Toppen på Creag nan Damh är 918 meter över havet, eller 226 meter över den omgivande terrängen. Bredden vid basen är 4,8 km.
Terrängen runt Creag nan Damh är huvudsakligen kuperad, men norrut är den bergig. Trakten runt Creag nan Damh är nära nog obefolkad, med mindre än två invånare per kvadratkilometer. Närmaste större samhälle är Glenelg, 18,7 km väster om Creag nan Damh. Trakten runt Creag nan Damh består i huvudsak av gräsmarker.